# Paratoxopoda flavitarsis
Paratoxopoda flavitarsis är en tvåvingeart som beskrevs av Oswald Duda 1926. Paratoxopoda flavitarsis ingår i släktet Paratoxopoda och familjen svängflugor. Inga underarter finns listade i Catalogue of Life.